# Ataşehir

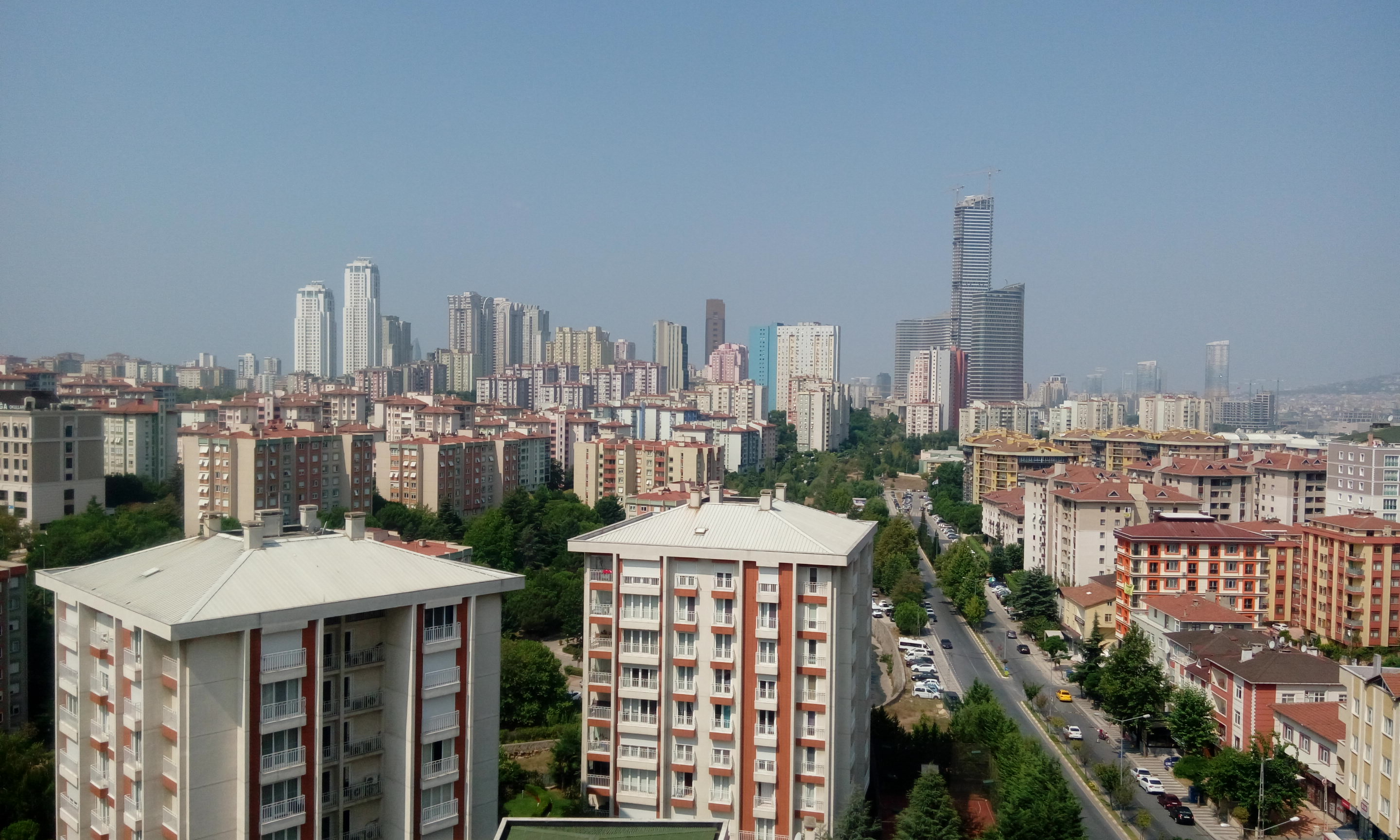
A view of Ataşehir

Ataşehir est l'un des 39 districts de la ville d'Istanbul, en Turquie. Avant 2008, il était rattaché au district de Kadıköy. Il est situé à la jonction de deux autoroutes (O-2 et O-4 E 80) sur la partie anatolienne d'Istanbul.
Sa population est estimée à 345 588 habitants.